# S.L.U.T.
S.L.U.T. è un brano musicale della cantante statunitense Bea Miller, primo singolo estratto dall' EP, Chapter Three: Yellow e dal suo secondo album in studio, Aurora.